# Difilostomatídeos
Difilostomatídeos (Diphyllostomatidae) é uma família monotípica de coleópteros endêmica da costa oeste da Califórnia nos Estados Unidos.

## Gênero
- Diphyllostoma